# ایلیزبت (لوئیزیانا)
ایلیزبت (به انگلیسی: Elizabeth) شهری در ایالت لوئیزیانا کشور ایالات متحده آمریکا است که جمعیت آن در سرشماری سال ۲۰۱۰ میلادی، ۵۳۲ نفر بوده‌است.